# كارل هاوسهوفر
كارل إرنست هاوسهوفر (27 أغسطس 1869 - 10 مارس 1946) جنرالً ألماني وأستاذ وجغرافي وسياسي. أثر علي سياسة ألمانيا النازية من خلال تلميذه رودولف هيس، أثرت أفكار هاوسهوفر المعروفة باسم الجيوبوليتيك على تطوير استراتيجيات أدولف هتلر التوسعية، على الرغم من أن هاوسهوفر نفى التأثير المباشر على ألمانيا النازية.

## الحياة والوظيفة
ولد هاوسهوفر لعائلة من الفنانين والعلماء. ولد في ميونيخ لماكس هاوسهوفر، أستاذ الاقتصاد المعروف والسياسي ومؤلف الأعمال الأكاديمية والأدبية، إلتحق في عام 1887 بكتيبة المدفعية الميدانية الأولى "Prinzregent Luitpold" للجيش البافاري بعد ان اكمل تعليمة الأساسي وأكمل دراسات عليا في اكاديمية الحرب في مملكة بافاريا. في عام 1896 تزوج من مارثا ماير دوس (1877-1946) ووالدها كان يهوديًا. أنجبا ولدين، ألبريشت هاوسهوفر وهاينز هاوسهوفر (1906-1988). في عام 1903 قبل منصبًا تدريسيًا في أكاديمية الحرب البافارية.
في نوفمبر 1908 سافر هاوسهوفر إلى طوكيو لدراسة الجيش الإمبراطوري الياباني وكمستشار عسكري في مدرسة المدفعية. استقبله الإمبراطور ميجي في خريف 1909 سافر مع زوجته لمدة شهر إلى كوريا ومنشوريا بمناسبة بناء سكة حديد. في يونيو 1910 عادوا إلى ألمانيا عبر روسيا ووصلوا بعد شهر واحد. بعدعودتة عاني من من مرض رئوي حاد وحصل على إجازة من الجيش لمدة ثلاث سنوات. 
خلال الفترة من عام 1911 إلى عام 1913، عمل هاوسهوفر على درجة الدكتوراه من جامعة ميونيخ لأطروحة عن اليابان بعنوان («تأملات في القوة العسكرية لليابان الكبرى، الموقف العالمي، والمستقبل»). أسس نفسه كواحد من أبرز الخبراء في ألمانيا فيما يتعلق بالشرق الأقصى، وشارك في تأسيس مجلة الجيوبوتيك الشهرية الجيوسياسية، وشارك في تحريرها حتى تم وقفها في نهاية الحرب العالمية الثانية. 
خدم هاوسهوفر في جيش الإمبراطورية الألمانية ودرس التاريخ الحرب في الأكاديمية العسكرية في ميونيخ.
خلال الحرب العالمية الأولى، غمل كضابط آ وقاد لواء على الجبهة الغربية. وتقاعد برتبة لواء عام 1919. أقام صداقة مع الشاب رودولف هيس، الذي سيصبح مساعده العلمي ثم نائب زعيم حزب العمال الوطني الاشتراكي الألماني.
دخل هاوسهوفر الأوساط الأكاديمية بهدف استعادة وتجديد ألمانيا. إعتقد هاوسهوفر أن افتقار الألمان إلى المعرفة الجغرافية والوعي الجيوسياسي كان سببًا رئيسيًا لهزيمة ألمانيا في الحرب العالمية الأولى، حيث كانت ألمانيا نفسها مع تحالف غير مواتية من الحلفاء والأعداء. وهكذا أصبحت مجالات العلوم السياسية والجغرافية مجالات تخصصه. في عام 1919، أصبح هاوسهوفر أستاذا للجغرافيا السياسية في جامعة لودفيج ماكسيميليان في ميونيخ 
قام هاوسهوفر ببث محاضرات إذاعية شهرية حول الوضع السياسي الدولي من عام 1925 إلى عام 1931 ومن عام 1933 إلى عام 1939. جعله البرنامج الأذاعي اسمًا مألوفًا في ألمانيا المعاصرة، وأصبح معروفًا في دوائر بعيدة عن الأوساط الأكاديمية. كان عضوًا مؤسسًا للأكاديمية الألمانية، التي شغل منصب رئيسها من عام 1934 إلى عام 1937. 
بعد قيام النازيين، بقي هاوسهوفر صديقًا لهيس،  ". خلال سنوات ما قبل الحرب، كان لهاوسهوفر دورًا أساسيًا في ربط اليابان بقوى المحور، حيث كان يتصرف وفقًا لنظريات كتابه الجغرافيا السياسية للمحيط الهادئ .
عام 1945، تم استجواب كارل هاوسهوفر من قبل الأب إدموند أ. والش لتحديد ما إذا كان يجب أن يحاكم على جرائم الحرب. قرر والش أنه لم يرتكب أي شيء.
في ليلة 10-11 مارس 1946، انتحر كارل هاوسهوفر وزوجته في مكان معزول في عزبة هارتشيميلهوف. شربا الزرنيخ وشنقت زوجته نفسها. 

## الجغرافيا السياسية
طور هاوسهوفر الجغرافيا السياسية من مصادر متنوعة على نطاق واسع، بما في ذلك كتابات أوسفالد شبينغلر وألكسندر فون هومبولت وكارل ريتر وفريدريك راتزلl ورودلف كيلين وهالفورد ماكندر.
ساهمت الجيوبولتيك في السياسة الخارجية النازية بشكل رئيسي في إستراتيجية ومبررات نطاق الدولة (المجال الحيوي). ساهمت النظريات بخمس أفكار في السياسة الخارجية الألمانية في فترة ما بين الحربين العالميتين:
- الدولة الحية
- المجال الحيوي
- الاكتفاء الذاتي
- المناطق الكبري
- ثنائية القوة البرية / القوة البحرية.

الجيوبوليتيك كعلم سياسي هي علم وصفي وتحليلي مثل الجغرافيا السياسية ولكنها تضيف عنصرًا معياريًا في وصفاتها الاستراتيجية للسياسة الوطنية. في حين أن بعض أفكار هاوسهوفر تنبع من الاستراتيجية الجيولوجية الأمريكية والبريطانية السابقة.
كان منصب هاوسهوفر في جامعة ميونيخ بمثابة منصة لنشر أفكاره الجيوسياسية ومقالات المجلات والكتب. في عام 1922، أسس معهد الجغرافيا السياسية في ميونيخ، والذي انطلق منه لنشر الأفكار الجيوسياسية.
- كان المجال الحيوي إمبريالية استعمارية منقحة.
- لأكتفاء الذاتي كان تعبير جديد عن الحمائية الجمركية؛
- السيطرة الإستراتيجية على المناطق الجغرافية الرئيسية تظهر نفس الفكرة وراء التصاميم السابقة لقناتي السويس وبنما؛ وجهة نظر للسيطرة على الأرض بنفس الطريقة التي تتحكم بها نقاط الاختناق في البحر
- أما أستراتيجية المناطق الكبري فكانت على أساس توسعات الإمبراطورية البريطانية، وعقيدة مونرو الأمريكية، واتحاد عموم أمريكا ودفاع نصف الكرة الغربي، [8] حيث ينقسم العالم إلى مناطق نفوذ.
- الحدود - وجهة نظره حول الحواجز بين الشعوب ليست سياسية (حدود) أو مواضع طبيعية للأعراق أو الإثنيات، ولكنها مائلة وتحددها إرادة أو احتياجات الجماعات الإثنية / العرقية.

إعادة التوجيه الرئيسية في ثنائية القوة العسكرية بين البحرية والبرية هو أن التركيز ينصب على الإمبراطورية القائمة على القوة الأرضية البرية بدلاً من القوة البحرية.
بناءً على النظرية الجيوسياسية للخبير البحري الأمريكي ألفريد ثاير ماهان، والجغرافي البريطاني هالفورد جي ماكيندر، يضيف الجيوسياسي الألماني أفكارًا ألمانية. والمنصوص عليها بالقوة من قبل فريدريك راتزل، وتشمل الحيوية لمفهوم الدولة، والحاجة لتحقيق الاكتفاء الذاتي من خلال تنظيم المجتمع من أعلى إلى أسفل.  يكمن أصل الجيوبوليتيك الألماني الفريد في كتابات كارل ريتر الذي طور المفهوم العضوي للدولة الذي وضعه راتزيل لاحقًا ووافق عليه هوسفهوفر. لقد برر المجال الحيوي، حتى على حساب وجود الأمم الأخرى لأن الغزو كان ضرورة بيولوجية لنمو الدولة.
تزامنت كتابات راتزيل مع نمو الصناعة الألمانية بعد الحرب الفرنسية البروسية والبحث اللاحق عن الأسواق التي وضعتها في المنافسة مع بريطانيا. كانت كتاباته بمثابة تبرير مرحب به للتوسع الإمبراطوري.
عرّف هاوسهوفر الجغرافيا السياسية في عام 1935 بأنه «واجب حماية الحق في التربة والأرض بالمعنى الواسع، ليس فقط الأرض الواقعة داخل حدود الرايخ، ولكن الحق في أراضي الرايخ الألماني الأكبر والأكثر اتساعًا والأراضي التاريخية». 
بالنسبة لهاوسهوفر، فإن وجود الدولة يعتمد على مساحة المعيشة، التي يجب أن يكون السعي وراءها أساسًا لجميع السياسات. كانت ألمانيا ذات كثافة سكانية عالية، لكن القوى الاستعمارية القديمة كانت أقل كثافة بكثير، وهو تفويض افتراضي للتوسع الألماني في المناطق الغنية بالموارد. كان تأكيد هاوسهوفر أن وجود الدول الصغيرة كان دليلًا على الانحدار السياسي والفوضى في النظام الدولي. ويجب ضم الدول الصغيرة المحيطة بألمانيا إلى النظام الألماني الحيوي. كان يُنظر إلى هذه الدول على أنها أصغر من أن تحافظ على استقلالها العملي حتى لو احتفظت بممتلكات استعمارية كبيرة وستكون مخدومة بشكل أفضل بالحماية والتنظيم داخل ألمانيا. في أوروبا، رأى أن بلجيكا وهولندا والبرتغال والدنمارك وسويسرا واليونان والتحالف المجري النمساوي يؤكد أفكارة.
استندت نسخة هاوسهوفر من الاكتفاء الذاتي إلى فكرة شبه مالتوسية مفادها أن الأرض ستصبح مشبعة بالناس ولن تعود قادرة على توفير الغذاء للجميع.
قام هاوسهوفر ومدرسة ميونيخ للجيوبوليتيك في نهاية المطاف بتوسيع مفهومهما عن المجال الحيوي والاكتفاء الذاتي بعد حدود عام 1914 و «مكان تحت الشمس» إلى نظام أوروبي جديد، ثم إلى نظام أفرو-أوروبي جديد، وفي النهاية إلى نظام أوروبي آسيوي طلب.
أصبح هذا المفهوم معروفًا باسم المناطق الكبري، والمأخوذ من عقيدة مونرو الأمريكية، وفكرة الاكتفاء الذاتي الوطني والقاري.
كان ذلك بمثابة إعادة صياغة تطلعية للدافع نحو المستعمرات، وهو أمر لم يراه الجيوسياسيون ضرورة اقتصادية، بل كان بالأحرى مسألة هيبة، مما يشكل ضغطًا على القوى الاستعمارية القديمة. لن تكون القوة الدافعة الأساسية اقتصادية بل ثقافية وروحية.
بالإضافة إلى كونها مفهومًا اقتصاديًا، كانت المناطق الكبري مفهومًا استراتيجيًا أيضًا. أقرهاوسهوفر بالمفهوم الاستراتيجي لنظرية القلب الذي طرحه عالم الجغرافيا السياسية البريطاني هالفورد ماكيندر.
فإذا تمكنت ألمانيا من السيطرة على أوروبا الشرقية وبالتالي على الأراضي الروسية، فيمكنها السيطرة على منطقة إستراتيجية يمكن أن تحرم القوة البحرية المعادية منها. وسيؤدي التحالف مع إيطاليا واليابان إلى زيادة السيطرة الإستراتيجية الألمانية على أوراسيا.

## اتصالات مع القيادة النازية

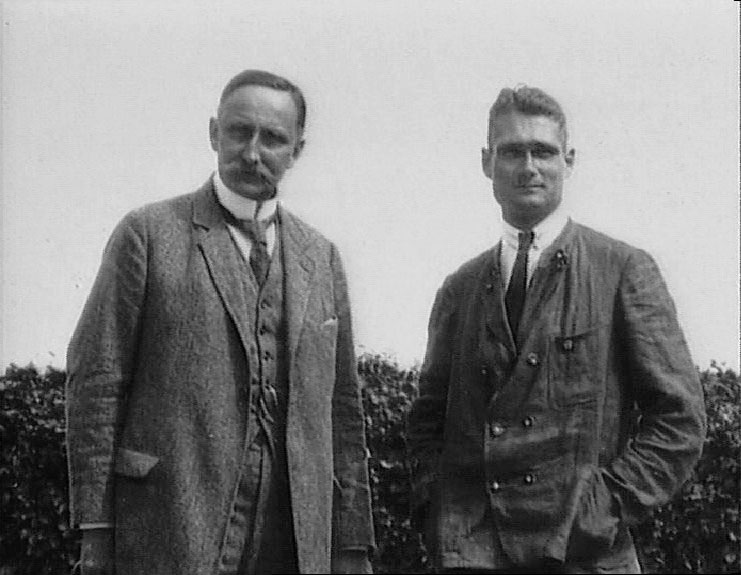
صورة لكارل هوشوفر ورودولف هيس

الدلائل تشير إلى عدم وجود اتصال بين دعاة الجيوبوليتيك وهتلر، على الرغم من أن أهدافهم التكتيكية العملية كانت تقريبا واحدة. 
كان رودولف هيس، سكرتير هتلر الذي سيساعد في كتابة كفاحي، طالبًا مقربًا من هاوسهوفر. بينما سُجن هيس وهتلر بعد انقلاب ميونخ بير هول في عام 1923، أمضى هاوسهوفر 6 ساعات في زيارة الاثنين، ومعه نسخة من كتاب فريدريش راتزل الجغرافيا السياسية وكتاب كلاوزفيتز في الحرب. 
رغما من أن هاوسهوفر رافق هيس في العديد من المهمات الدعائية، وشاركه في المشاورات بين النازيين والقادة اليابانيين، إلا أنه ادعى أن هتلر والنازيين استولوا على الأفكار والعبارات غير المطورة له.
الأب إدموند إيه والش، أستاذ الجغرافيا السياسية وعميد جامعة جورج تاون، الذي أجرى مقابلة مع هاوسهوفر بعد انتصار الحلفاء استعدادًا لمحاكمات نورمبرغ، اختلف مع تقييم هاوسهوفر بأن الجغرافيا السياسية قد شوهها هتلر والنازيون بشكل رهيب. 
بعد الحرب العالمية الثانية، أنكر هاوسهوفر أنه كان قد علم هتلر، وادعى أن الحزب الاشتراكي الوطني شوه دراسة هيس للجيو بوليتيك. يختلف كتاب سيرة هتلر إلى حد ما حول مدى تأثير هاوسهوفر على هتلر: كتب إيان كيرشو أن «تأثيره ربما كان أكبر مما كان أستاذ ميونيخ مستعدًا لاحقًا للاعتراف به»،  بينما يقول يواكيم سي فيست أن «نسخة هتلر من كانت أفكار [هاوشوفر] أفكاره الخاصة». نظر هاوسهوفر نفسه إلى هتلر على أنه رجل نصف متعلم لم يفهم بشكل صحيح المبادئ الجيوسوليتيكية التي شرحها هيس، ورأى وزير الخارجية يواكيم فون ريبنتروب باعتباره المشوه الرئيسي للجيوبوليتيك في ذهن هتلر.
لم يكن هاوسهوفر أبدًا عضوًا في الحزب النازي، وأبدى خلافات مع الحزب، مما أدى إلى سجنه لفترة وجيزة. تعرض هاوسهوفر للشك بسبب اتصالاته بشخصيات اشتراكية يسارية داخل الحركة النازية (بقيادة جريجور ستراسر) ودعوته إلى تحالف ألماني روسي. كان لهذا الجناح اليساري النازي بعض الصلات بالحزب الشيوعي الألماني وبعض قادته، وخاصة أولئك الذين تأثروا بالفلسفة البلشفية الوطنية للتحالف الثوري الألماني الروسي.
الفيلم الوثائقي القصير لعام 1943، [[خطة للتدمير|خطة الدمار]] اللذي تم ترشيحه لجائزة الأوسكار تم فية تم تجسيد تأثير هاوسهوفر على الأيديولوجية النازية.

## أعمالة
- الترجمة الإنجليزية وتحليل اللواء كارل إرنست هاوسهوفر الجغرافيا السياسية للمحيط الهادئ: دراسات حول العلاقة بين الجغرافيا والتاريخ(ردمك 0-7734-7122-7)
- Das Japanische Reich في Seiner geographischen Entwicklung (LW Seidel & sohn ، 1921 Wien)
- Geopolitik des Pazifischen Ozeans . (1925)
- Bausteine zur Geopolitik . (1928)
- Weltpolitik فون هيوت . (Zeitgeschichte-Verlag Wilhelm Undermann ، 1934) [30]
- نابليون الأول ، لوبيك: كولمان، 1935
- كيتشنر ، لوبيك: كولمان، 1935
- فوش ، لوبيك: كولمان، 1935
- Weltmeere und Weltmächte ، برلين: Zeitgeschichte Verlag، 1937
- Deutsche Kulturpolitik im indopazifischen Raum ، هامبورغ: هوفمان ش. كامب، 1939
- جرينزين في ihrer geographischen und politischen Bedeutung ، هايدلبرغ؛ برلين؛ ماغدبورغ: فوينكل، 1939
- وير جيوبوليتيك: Geogr. Grundlagen e. ويركوندي ، برلين: Junker u. دونهاوبت، 1941
- اليابان باوت سين رايش ، برلين: Zeitgeschichte-Verlag Wilhelm Undermann ، 1941
- Das Werden des deutschen Volkes : فون د. فيلفالت د. Stämme zur Einheit د. الأمة ، برلين: Propyläen-Verl. 1941
- دير كونتيننتال بلوك: Mitteleuropa، Eurasien، Japan ، Berlin : إيهير، 1941
- داس رايش: Großdeutsches Werder im Abendland ، برلين: هابيل، 1943
- Geopolitische Grundlagen ، Verleger برلين؛ فيينا: Industrieverl. سباث وليند، 1939.
- دي لا جيوبوليتيك ، باريس: فايارد، 1986.

## روابط خارجية
- متحف Deutsches Historisches: سيرة كارل هاوسهوفر (ألماني)
- دخول Encyclopædia Britannica
- موسوعة كولومبيا ، الطبعة السادسة ، دخول كارل هاوسهوفر
- Who's Who in Nazi Germany, by Wiederfield and Nicolsa, Haushofer entry على موقع واي باك مشين (نسخة محفوظة 12 May 2005)
- الجغرافيا السياسية ، والولايات المتحدة ، والكتلة القارية الأوراسية ، والصين بقلم برتيل هاجمان
- «الأيام الأخيرة من الحرب العالمية الثانية - آخر أسرار المحور» - فيلم وثائقي على الإنترنت من قناة History Channel عن كارل هاوسهوفر ودوره في تحالف أوراسيا
- Japan und die Japaner - eine Landes und Volkskunde (1933) في أرشيف الإنترنت
- Newspaper clippings about Karl Haushofer

ناجون من معسكر اعتقال داخاو